# Décaméron 2
Série
Le Décaméron
(1971) Décaméron 3
(1972)
Pour plus de détails, voir Fiche technique et Distribution.
Décaméron 2 (Decameron nº 2 - Le altre novelle del Boccaccio) est une comédie érotique italienne en six sketches réalisé par Mino Guerrini et sorti en 1972.
À la suite du Décaméron de Pier Paolo Pasolini, ce film inaugure le filon des Decamerotico, ces comédies érotiques inspirées des nouvelles de Boccace. Il est suivi par Décaméron 3, d'Antonio Margheriti.

## Synopsis
Au cours d'un banquet, les convives se mettent à raconter diverses histoires pour se divertir. Toutes ces histoires parlent de trahisons, d'aventures érotiques, de relations de prêtres avec des vierges, etc.

### Épisode I
La fiancée de Pietro di Vincione passe un bon moment avec un jeune garçon, puisqu'elle est délaissée par son homme. Quand ce dernier les surprend en flagrant délit, il se repaît du spectacle et montre des tendances homosexuelles...

### Épisode II
La femme de la brute Ferondo passe un accord avec un abbé pervers qui le fait enterrer vivant dans un état cataleptique. L'abbé en profite ensuite pour violer la femme et la mettre enceinte d'un petit Benedetto que Ferondo prendra pour son fils, une fois ressuscité.

### Épisode III
La belle Alibech veut éprouver sa foi chrétienne en voyageant dans des contrées lointaines. Elle rencontre l'ermite Rustico qui, la baratinant sur le signification du dogme religieux, fait d'elle sa maîtresse.

### Épisode IV
A Padoue, le jeune Anichino devient serviteur du riche Egano et séduit sa femme Béatrice.

### Épisode V
Le naïf Messer Puccio veut devenir un saint et il passe donc toute la nuit crucifié sur le sol, sous les conseils du prêtre Don Felice qui, pendant ce temps, profite de sa femme.

### Épisode VI
Spinelloccio trompe son frère Zeppo en profitant de sa femme, mais quand Zeppo découvre le pot aux roses, il lui rend la monnaie de sa pièce.

## Fiche technique
Sauf indication contraire, les informations mentionnées dans cette section peuvent être confirmées par la base de données cinématographiques IMDb,  présente dans la section « Liens externes ».
- Titre original italien : Decameron nº 2 - Le altre novelle del Boccaccio[1]
- Titre français : Décaméron 2[2]
- Réalisation : Mino Guerrini
- Scenario : Luigi Russo, Paolo Belloni d'après les nouvelles de Boccace
- Photographie :	Antonio Maccoppi
- Montage : Cesare Bianchini
- Musique : Berto Pisano (sous le nom de « Burt Rexon »), Elsio Mancuso
- Décors : Oscar Capponi
- Production : Gabriele Crisanti (it), Luigi Nannerini
- Société de production : Compagnia Generale Cinematografica
- Pays de production :  Italie
- Langue originale : Italien
- Format : Couleur par Technicolor - 2,35:1 - Son mono - 35 mm
- Durée : 100 min (1 h 0[1])
- Genre : Comédie érotique italienne à sketches
- Dates de sortie :
  - Italie : 17 mars 1972
  - France : 2 août 1972[2]

## Distribution
- Enzo Pulcrano : Pietro di Vinciolo (Ve jour, nouvelle X)
- Claudia Bianchi : La femme de Pietro (Ve jour, nouvelle X)
- Salvatore Giocondo : Un amant (Ve jour, nouvelle X)
- Mario Brega : Ferondo (IIIe jour, nouvelle VIII)
- Mariangela Giordano : La femme de Ferondo (IIIe jour, nouvelle VIII)
- Marcello Di Falco : L'abbé (IIIe jour, nouvelle VIII)
- Umberto Di Grazia : Un frère (IIIe jour, nouvelle VIII)
- Luigi Antonio Guerra : Un frère (IIIe jour, nouvelle VIII)
- Salvatore Baccaro : Le frère du Purgatoire (IIIe jour, nouvelle VIII)
- Fortunato Cecilia : Zeppa di Mino (VIIIe jour, nouvelle VIII)
- Lidia Caroncini : La femme de Zeppa (VIIIe jour, nouvelle VIII)
- Renzo Rinaldi : Spinelloccio (VIIIe jour, nouvelle VIII)
- Bruna Olivieri : La femme de Spinelloccio (VIIIe jour, nouvelle VIII)
- Pupo De Luca (en) : Frère Puccio (IIIe jour, nouvelle IV)
- Antonella Murgia : Une femme (IIIe jour, nouvelle IV)
- Fausto Di Bella : Un frère (IIIe jour, nouvelle IV)
- Filippo De Gara : Anichino (VIIe jour, nouvelle VII)
- Krista Nell : La femme d'Anichino (VIIe jour, nouvelle VII)
- Luigi Miglietta : Un amant (VIIe jour, nouvelle VII)
- Camille Keaton : Alibech (IIIe jour, nouvelle X)
- Heinrich J. Rudisser : L'ermite (IIIe jour, nouvelle X)